# Clermont-Ferrand
Clermont-Ferrand er hovedby i départementet Puy-de-Dôme i Frankrig, som er et af de fire departementer i régionen Auvergne-Rhône-Alpes. Byen nævnes allerede i det 1. århundrede e.Kr. under navnet Nemossos, og senere under romerne med navnet Augustonemetum. I 1600-tallet fik byen sit nuværende navn, som en sammensmeltning af to byers navne: Clermont og Montferrand.
Clermont-Ferrand har en hyggelig, gammel bykerne omkring toppen af det højdedrag, der går midt gennem byen. Fra domkirken øverst på højdedraget er der udsigt til bjergene mod vest, Mont Dore (skisportsområde) og Puy de Dôme. Byen er en driftig handelsby[kilde mangler] med mange specialforretninger og to markedshaller med fødevarer og specialiteter. En del af byens restauranter sælger, som mange andre steder i Frankrig, asiatisk og nordafrikansk mad, men der findes også mange restauranter, som tilbyder nogle af Auvergnes specialiteter, bl.a. aligot.

## Geografi
Afstande fra Clermont-Ferrand: Paris 425 km (nord), Lyon 180 km (øst), Bordeaux 325 km (vest), Montpellier 330 km (syd).

## Historie
I 1095 holdt pave Urban II en tale under konventet i Clermont, hvorunder han opfordrede til korstog mod muslimerne for at befri kristi grav og Jerusalem fra de vantro.
Clermont-Ferrand har en stor domkirke, Cathédrale Notre-Dame-de-l'Assomption, hvis ældste dele dateres til ca. år 1250. Byen ligger i 4-600 meters højde i Auvergnes højland, som er et naturskønt område i Midtfrankrig. Området er kendt for sine over 60 udslukte vulkaner, hvoraf den højeste, Puy de Sancy, er over 1800 meter høj. Den mest kendte af vulkanerne er Puy de Dôme, godt 1500 meter høj, ca. 10 km fra centrum af Clermont-Ferrand.

## Erhvervsliv
Clermont-Ferrand er i dag mest kendt som Michelins hjemby. Det var i Clermont-Ferrand, at de to Michelin-brødre i 1889 startede deres i dag verdensomspændende virksomhed med dækfabrikation, samt forlag med de berømte landkort og mad- og hotelguider. I udkanten af byen ligger de gamle prøveanlæg fra 1920'erne. Det er flere hundrede meter lange, overdækkede ramper, hvor dækkenes rullemodstand stadig bliver afprøvet. I forstaden Ladoux ligger de fuld moderne testanlæg .

## Transport

### Lufthavn
Byens lufthavn Aéroport de Clermont-Ferrand Auvergne er verdens første funderede landingsplads. Under første verdenskrig, hvor dækproduktionen på Michelinfabrikkerne var delvist indstillet på grund af råvaremangel, stillede firmaet sine produktionshaller til rådighed for de franske flystyrker. Her blev der fremstillet jagerfly, og da de mange prøveflyvninger med starter og landinger snart fik græslandingbanen til at ligne et plørehul, byggede Michelin en cementlandingsbane som en gave til det franske krigsministerium.

### Sporvogn
I oktober 2006 indviedes en sporvognslinie i Clermont-Ferrand, "le Tramway" , med en styreskinne i midten, den første i Frankrig der kører på gummihjul. Gummihjulene var naturligt pga. Michelin-koncernens tilhørsforhold til byen.

## Uddannelse
Clermont-Ferrand er også kendt som universitetsby, med Blaise Pascal Universitetet med ca. 33.000 studerende. Mange i forhold til det samlede antal indbyggere på ca. 150.000. Mange studerende er udlændinge. Den overvejende del kommer fra Asien, primært Kina og Japan[kilde mangler].
Skolen er også vært for ESC Clermont Business School.

## Kultur

### Gastronomi
Aligot er en kartoffelmos tilsat en lokal ost, f.eks. Cantal eller Tomme. Andre kendte oste fra området er Saint-Nectaire og Bleu d'Auvergne.

## Ekstern henvisning
- Wikimedia Commons har flere filer relateret til Clermont-Ferrand